# 趙光遠 (靖虜衛)
趙光遠（？—17世紀），陝西行都司靖虜衛人，明朝軍事人物。

## 生平
趙光遠家族世襲指揮，以山海都司僉書改任紅水河遊擊。崇禎四年（1631年），他平定平涼、固原的回族亂事及臨鞏、延慶的盜寇，黃友才逃遁；因此獲陞慶陽參將，流寇侵犯慶陽，他帶領五百人拒守，又於槐安堡斬殺四百人。次年，他扼守寧塞，流寇餘黨計劃在平涼突圍不成功，曹文詔解決莊浪包圍，命他回守慶陽。崇禎八年（1635年），洪承疇命趙光遠攻打興安、漢中盜寇；盜寇靠近西安，他在渭南把守。河南危急，玄默請求他從潼關以三千人在靈寶大路口堵截，士兵譁變，陳必謙命他救盧氏，他不回應擅自走回潼關。盜寇攻打潼關，被趙光遠打敗，擢任副總兵。次年（1636年），他跟從洪承疇自邠州、乾州南攻盜寇。崇禎十年（1637年），他在徽州略陽救漢中，剿滅頑劣寇兵。十一年（1638年）又剿滅陽平關流寇。
崇禎十三年（1640年），張獻忠、羅汝才入四川，逼近廣元，自百丈關進襲漢中，趙光遠固守陽平關，張獻忠轉入保寧走綿州，而他在昭化屯駐。次年（1641年）獻忠再次折返東行，他在西鄉堵截防範其入陝西。到崇禎十六年（1643年），朝廷調趙光遠鎮守漢中。瑞王朱常浩南下，他和趙光大帶著二萬人保護瑞王入保寧索餉，被陳士奇勸諭，退屯陽平關。之後他累晉右軍都督僉事同知漢羌總兵，朝廷下旨若他恢復陝西，即時給他和子孫世守本地，但命令未到，他已經和左營守備齊陞、右營守備田明德、前營守備張德俊投降李自成，後事不詳。

## 引用
1. 1 2  錢海岳《南明史·卷三十九·列傳第十五》：（趙）光遠，靖虜衛人。世襲指揮，以山海都司僉書遷紅水河遊擊。崇禎四年，平平涼、固原回玀及臨鞏、延慶寇。黃友才遁，陞慶陽參將，寇畧慶陽，以五百人拒之，斬獲多，攻槐安堡，斬四百人。五年，扼寧塞，餘黨欲突平涼，不得逞。曹文詔解莊浪圍，命回守慶陽。八年，洪承疇命會攻興安、漢中寇；寇趨西安，扼之渭南。河南急，玄默請出潼關，以三千人截靈寶大路口，兵譁，陳必謙命救盧氏，不應，擅歸。寇攻潼關，敗之，擢副總兵。九年，從承疇自邠乾南攻寇。十年，自徽州略陽救漢中，剿城固寇。十一年，剿陽平關寇。
2. ↑  錢海岳《南明史·卷三十九·列傳第十五》：十三年，張獻忠、羅汝才入川，趨廣元。間出百丈關，欲襲漢中，光遠固守陽平，獻忠乃入保寧，走綿州。光遠屯昭化。十四年，獻忠復折東行，截之西鄉，以防入秦。十六年，調鎮漢中。瑞王南下，與趙光大以二萬人護入保寧索餉，陳士奇諭之，退屯陽平。累晉右軍都督僉事同知漢羌總兵，如恢復陝西，即與世守，命未至，而已與左營守備齊陞、右營守備田明德、前營守備張德俊降李自成。